# Tramways des Alpes-Maritimes
| TAM                                                                   | TAM                 |
| --------------------------------------------------------------------- | ------------------- |
| Netz der Compagnie des Chemins de Fer du Sud de la France und der TAM |                     |
| Streckenlänge:                                                        | 149 km              |
| Spurweite:                                                            | 1000 mm (Meterspur) |
| Stromsystem:                                                          | 6600 V / 25 Hz ~    |
|                                                                       |                     |

Die Tramways des Alpes-Maritimes (TAM) waren ein Netz von straßenbahnähnlichen Lokalbahnen, die das Hinterland von Nizza und abgelegene Orte des zwischen Bergen und Küste gelegenen Départements Alpes-Maritimes bedienten. Es schloss an das Netz der Chemins de fer de Provence an.

## Geschichte

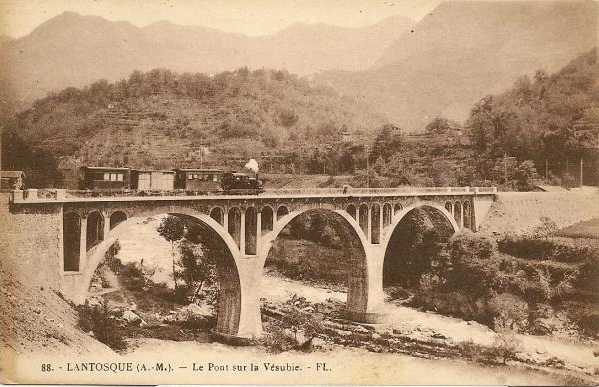
Ein Viadukt auf der Strecke nach La Vésubie

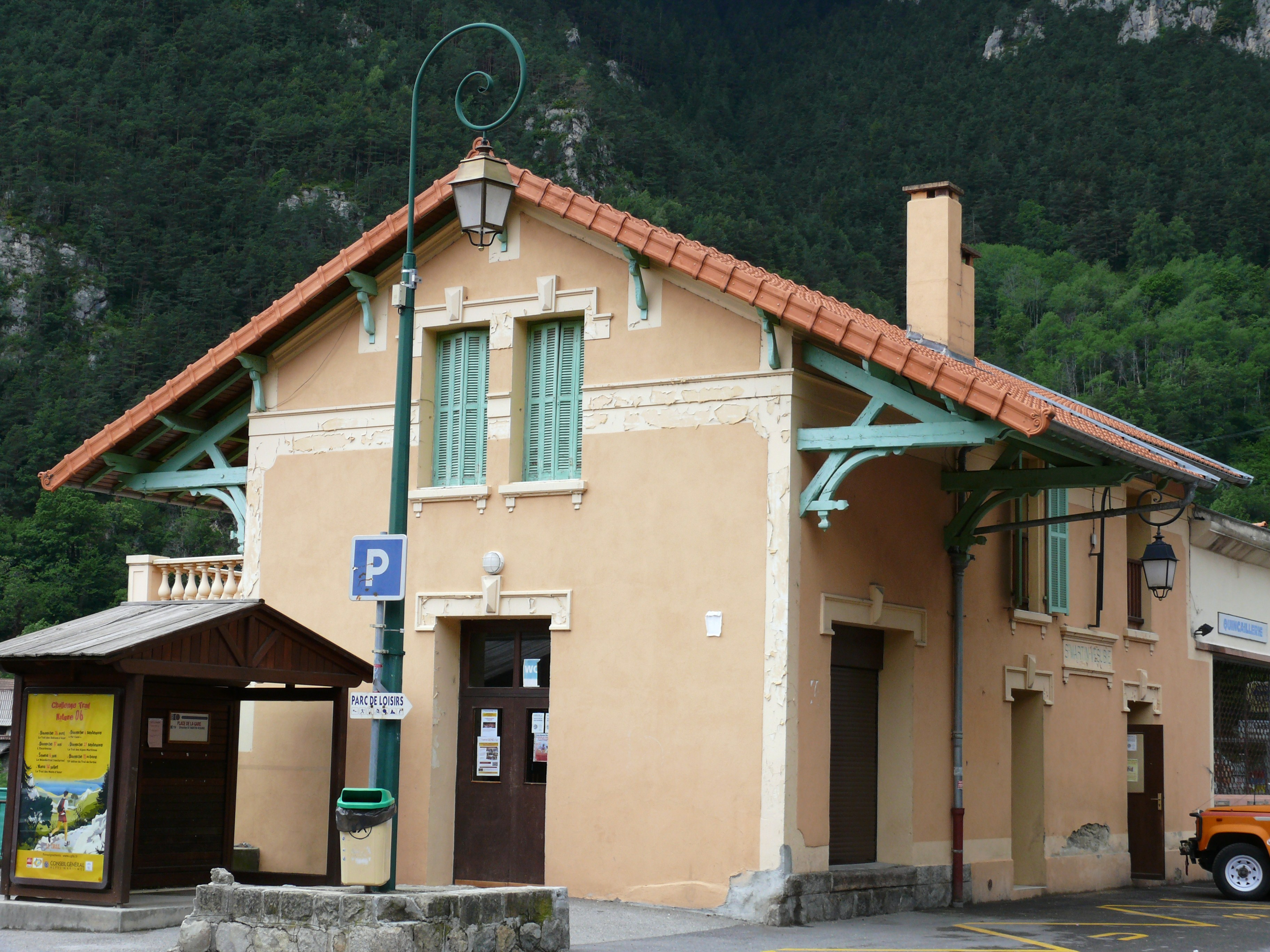
Station von Saint-Martin-Vésubie

Im Rahmen der Schaffung eines Nahverkehrsnetzes im Département Alpes-Maritimes wurde der Compagnie du Sud France die Konzession zum Bau von sieben Lokalbahnstrecken erteilt, die insgesamt am 10. Februar 1906 als von öffentlichem Nutzen erklärt wurden. Es handelte sich um folgende Strecken:
- La Vésubie (Gemeinde Levens) – Saint-Martin-Vésubie,
- Cagnes – Grasse,
- Cagnes – Vence,
- La Mescla – Saint-Sauveur-sur-Tinée,
- Pont-de-Gueydan – Guillaumes,
- Pont-Charles-Albert – Roquestéron,
- Halte du Loup – Thorenc (nicht vollendet).

Die Dienste der TAM blieben von vorübergehender Natur wegen der zunehmenden Konkurrenz durch den Straßenverkehr. Der Betrieb der Strecken gestaltete sich sehr kostspielig. Infolgedessen wurde am Unterhalt gespart, was häufige Unfälle zur Folge hatte. 1925 geriet die Betreibergesellschaft Compagnie des chemins de fer du Sud de la France in erhebliche finanzielle Schwierigkeiten, die die Einstellung mehrerer Strecken zur Folge hatte. Wenige Jahre später wurden auch die letzten verbleibenden Strecken eingestellt, und 1935 war keine der TAM-Linien mehr in Betrieb.

## Technische Merkmale
Alle Strecken wurden in Meterspur gebaut und mit Einphasenwechselstrom mit einer Spannung von 6600 V und einer Frequenz von 25 Hz elektrifiziert. Sie stellten für ihre Zeit bedeutende Objekte des technischen Fortschritts dar. Schon die Elektrifizierung galt als große Errungenschaft. Der Bau der Strecken erlaubte auch die Entwicklung eines Telefonnetzes.

## Streckennetz

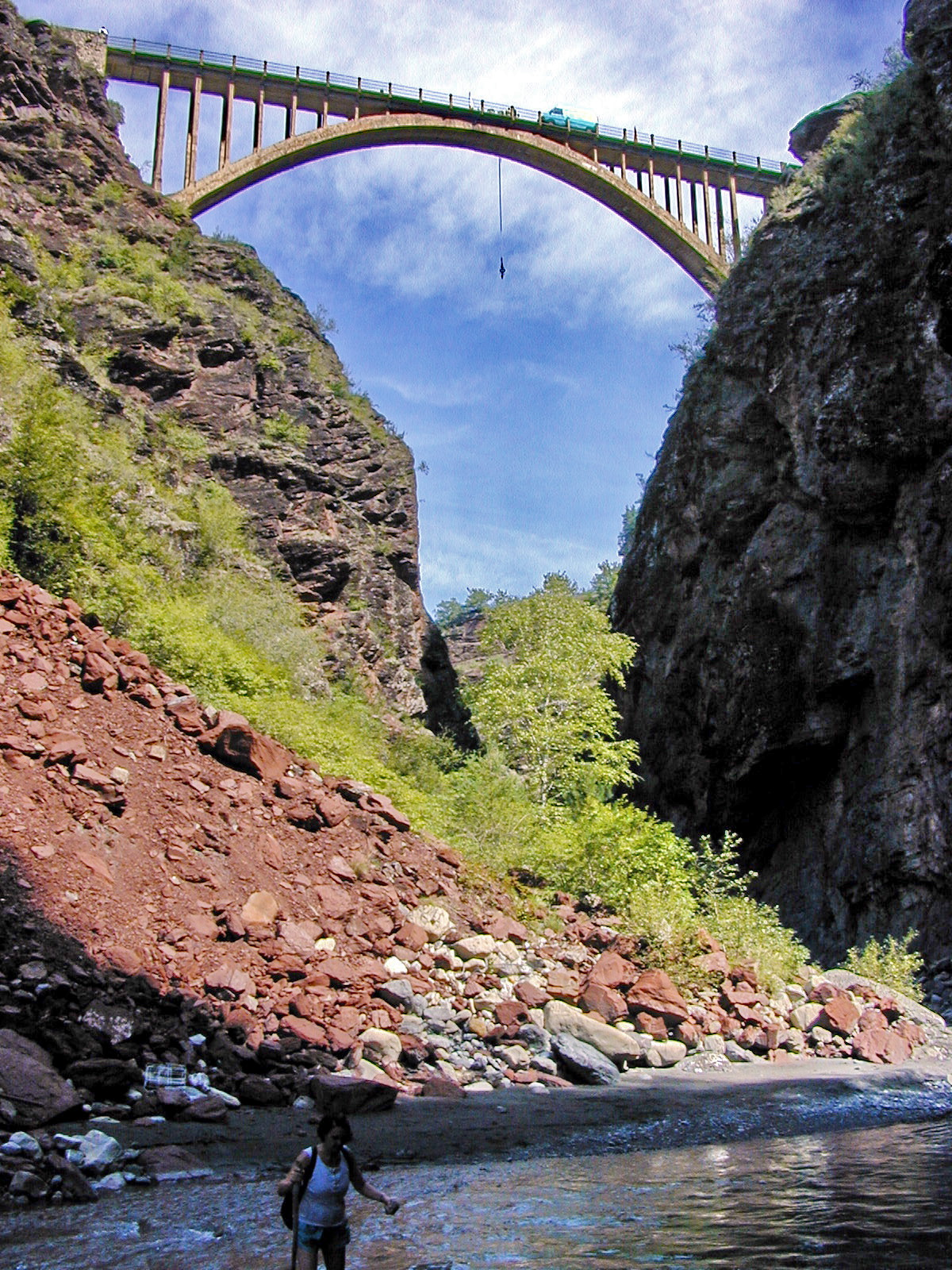
Pont de la mariée, Brücke für die Lokalbahn am Kilometer 16 der Strecke Pont-de-Gueydan – Guillaumes

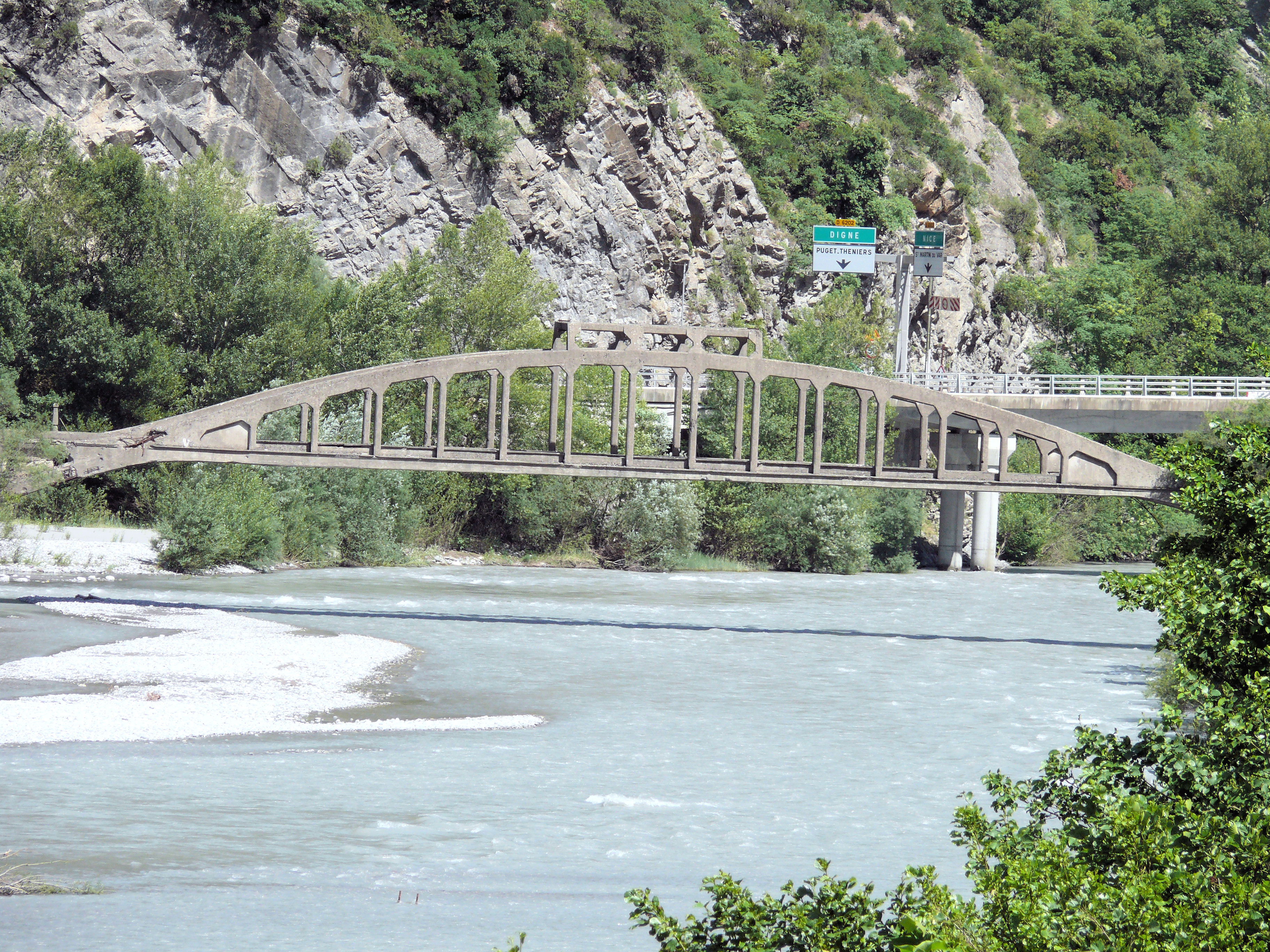
Alte Brücke von La Mescla, auf der die Bahn die Tinée überquerte. 1909 nach Plänen von François Hennebique erbaut.

Das Netz bestand aus folgenden Strecken:
- La Vésubie (Gemeinde Levens) – Saint-Martin-Vésubie, 34 km, eröffnet am 1. September 1909, eingestellt am 16. April 1929
- Pont-Charles-Albert – Roquestéron, 29 km, eröffnet am 20. September 1924, eingestellt am 16. April 1929
- Pont-de-Gueydan – Guillaumes, 19 km, eröffnet am 29. Juli 1923, eingestellt am 16. Mai 1929
- La Tinée – Saint-Sauveur-sur-Tinée, 27 km, eröffnet am 15. April 1912, eingestellt am 1. Juli 1931
- Cagnes – Grasse, 25 km,

Cagnes – Pré du Lac: eröffnet am 30. Dezember 1911, eingestellt am 16. Mai 1929
Pré du Lac – Grasse: eröffnet am 1. März 1911, eingestellt am 16. Mai 1929
- Pré du Lac – Le Bar-sur-Loup, 3 km, zweigte von der Strecke Cagnes-Grasse ab, eröffnet am 1. Oktober 1912, eingestellt am 16. Mai 1929
- Cagnes – Vence, 12 km, eröffnet am 30. Dezember 1911, eingestellt am 31. Dezember 1932

## Ausgangspunkte
Die Ausgangspunkte der Strecken befanden sich häufig in den Bahnhöfen der Chemins de fer de Provence:
- auf der Strecke Nice–Digne in:
  - La Vésubie
  - La Tinée
  - Pont-de-Gueydan
- auf der Strecke Nice–Meyrargues in:
  - Vence
  - Le Bar-sur-Loup
  - Grasse (keine Gleisverbindung)

Anschlüsse bestanden
- an die Tramway de Nice et du Littoral in Cagnes
- an das Netz der PLM in Grasse und Cagnes.

## Betriebshöfe

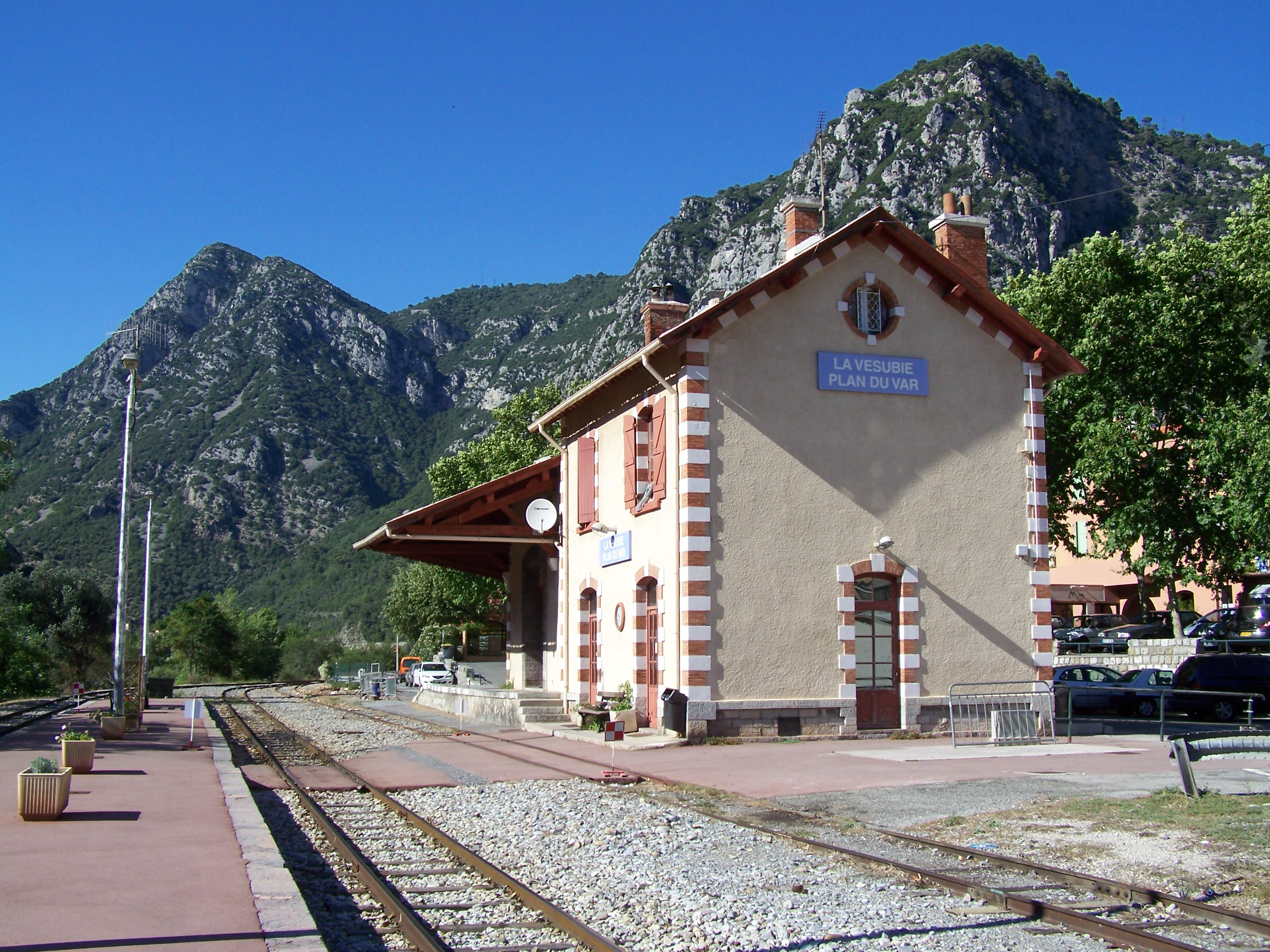
Bahnhof La Vésubie, Beginn der Linie La Vésubie–Saint Martin de Vésubie

Jede der Strecken hatte einen Betriebshof:
die Linien Cannes-Vence und Cannes-Grasse in Cagnes,
die Linie nach Saint Martin de Vésubie in La Vesubie,
die Linie nach Saint Sauveur sur Tinée in Tinée,
die Linie nach Guillaumes in Pont-de-Gueydan,
die Linie nach Roquestéron in Pont Charles Albert und
die Linie nach Bar sur Loup in Le Pré du Lac.

## Rollendes Material

### Zweiachsige Motorwagen
- Motorwagen 1. Klasse: A 101 bis 120 (1909)
- Motorwagen 2. Klasse: B 201 bis 220 (1909)
  - Länge: 7,5 m
  - Breite: 1,9 m
  - Achsabstand: 1,98 m
  - Motoren: 2 × 55 PS
  - Bügelstromabnehmer
  - Höchstgeschwindigkeit 46 km/h

### Motorwagen mit Drehgestellen
- Motorwagen 1. und 2. Klasse: ABM 151 bis 156 (1912)
  - Länge: 10,3 m
  - Breite:1,9 m
  - Drehgestellabstand: 5,05 m
  - Achsabstand: 1,48 m
  - Masse: 24 t
  - Motoren: 4 × 75 PS
  - Scherenstromabnehmer
  - Höchstgeschwindigkeit 55 km/h

### Zweiachsige Beiwagen
- Personenwagen:
  - 1. Klasse: A 3001 à 3014 (1909)
  - 2. Klasse: B 3101 à 3118 (1909)

- Güterwagen

Die Bahnen verfügten über 83 Güterwagen in drei Bauarten:
- 33 gedeckte Wagen
- 31 offene Wagen
- 19 Flachwagen